# Angustitermes reflexus
Angustitermes reflexus (лат.) — ископаемый вид термитов, единственный в составе рода Angustitermes из семейства Mastotermitidae. Обнаружен в меловом бирманском янтаре (Мьянма). Возраст находки около 99 млн лет.

## Описание
Мелкие ископаемые термиты, которые были описаны по имаго из бирманского янтаря. Длина головы 3,38 мм, ширина 2,99 мм (без учета размеров сложных глаз). Оцеллии овальные; фонтанелла отсутствует; Y-образный шов отсутствует; мандибулы не превышают лабрум; антенна нитевидная с 22 члениками; сложные глаза лежат в среднем положении на голове; переднеспинка седловидная. Крылья сильно сетчатые, с поперечными жилками. Ноги: голенные шпоры всех ног присутствуют; формула шпор 3-4-4; лапки 5-членные; аролий присутствует. Церки брюшка короткие, тримерные, грифельки отсутствуют.
Переднее крыло: крыловая чешуйка крупная, перекрывает основание заднего крыла, все основные жилки берут начало в крыловой чешуйке; жилки Sc, R1, R2, Rs и M более пигментированы, чем CuA; Sc простая; Rs примерно с тремя основными ветвями, заканчивающимися на костальном крае перед вершиной крыла; радиальное поле узкое, параллельно костальному краю; M ближе к Rs, чем CuA, лежит более или менее параллельно Rs как простая жилка на большей части своей длины, впервые ветвится в вершине 1/5 длины крыла, медиальное поле узкое, охватывает вершину крыла; CuA ветвистая, лежит выше средней продольной линии крыла; CuP дугообразная, встречается с базальным швом перед задним краем. Заднее крыло: базальный шов не виден, присутствует крупная анальная лопасть..

## Таксономия и этимология
Вид был впервые описан в 2024 году по единственному типовому экземпляру крылатого имаго (голотип CNU-TER-BU-2017005) из куска бирманского янтаря (меловой период, Мьянма, возраст находки около 99 млн лет). Вид выделен в отдельный монотипический род Angustitermes из подсемейства Mastotermitinae (Mastotermitidae).
Видовое название, A. reflexus, означает «складчатый», что связано с тем, что правое переднее и правое заднее крыло голотипа сложены. Angusti — латинское прилагательное, отражающее тот факт, что медиальное поле этого рода узкое, а termes — обычное существительное для родового названия в Termitoidae.